# SC Austria Lustenau
Sportclub Austria Lustenau (obecně známý jako Austria Lustenau) je rakouský fotbalový klub sídlící v Lustenau. Soutěží v Bundeslize, nejvyšší úrovni rakouského fotbalu, a své domácí zápasy hraje na Reichshofstadionu.